# 查利·西尼尔
查利·西尼尔（英語：Charlie Senior，2001年11月20日—），澳大利亚男子拳击运动员。他曾代表澳大利亚参加2024年夏季奥林匹克运动会拳击比赛，获得一枚铜牌。他也曾参加2022年英联邦运动会。